# Fritz Bohnenkamp
Fritz Bohnenkamp (* 9. Februar 1905 in Schildesche bei Bielefeld; † 2. Juli 1971 in Vancouver, Kanada) war ein deutscher sozialdemokratischer Politiker.

## Leben
Bohnenkamp war von 1936 bis 1944 Dreher bei den Ankerwerken in Bielefeld. Zwischen 1944 und 1945 diente er als Soldat im Zweiten Weltkrieg. Von 1945 bis 1946 war er Bürgermeister von Gütersloh. Im Jahr 1946 war er Mitglied des ernannten Provinzialrates für die Provinz Westfalen. Außerdem war er 1946 und 1947 Mitglied des ernannten Landtages von Nordrhein-Westfalen. Im Jahr 1961 wanderte er nach Kanada aus.